# Nuoto ai Giochi della V Olimpiade - 1500 metri stile libero maschili
La gara dei 1500 metri stile libero maschili dei Giochi di Stoccolma 1912 si svolse in tre turni tra il 6 e il 10 luglio. Parteciparono all'evento 19 nuotatori provenienti da 11 nazioni.
La medaglia d'oro venne conquistata dal canadese George Hodgson, che abbassò per due volte il primato mondiale della specialità nel corso della competizione. L'argento andò al britannico Jack Hatfield e il bronzo all'australiano Harold Hardwick.

## Primo turno
- Batteria 1

| Pos. | Atleta           | Nazione       | Tempo   | Note |
| ---- | ---------------- | ------------- | ------- | ---- |
| 1    | Wille Andersson  | Svezia        | 23'12"2 | Q    |
| 2    | Malcolm Champion | Australasia   | 23'34"0 | Q    |
| 3    | Henry Taylor     | Gran Bretagna | 24'06"4 | Q    |
| -    | Herbert Wetter   | Norvegia      | -       | DNF  |

- Batteria 2

| Pos. | Atleta              | Nazione       | Tempo   | Note |
| ---- | ------------------- | ------------- | ------- | ---- |
| 1    | Béla von Las-Torres | Ungheria      | 22'58"0 | Q    |
| 2    | Jack Hatfield       | Gran Bretagna | 23'16"6 | Q    |
| -    | Auguste Caby        | Francia       | -       | DNF  |

- Batteria 3

| Pos. | Atleta          | Nazione     | Tempo   | Note |
| ---- | --------------- | ----------- | ------- | ---- |
| 1    | George Hodgson  | Canada      | 22'23"0 | Q,   |
| 2    | Bill Longworth  | Australasia | 23'03"6 | Q    |
| 3    | Harry Hedegaard | Danimarca   | 28'32"4 |      |

- Batteria 4

| Pos. | Atleta           | Nazione       | Tempo   | Note |
| ---- | ---------------- | ------------- | ------- | ---- |
| 1    | Sydney Battersby | Gran Bretagna | 23'58"0 | Q    |
| 2    | Franz Schuh      | Austria       | 25'19"8 | Q    |
| 3    | Eskil Wedholm    | Svezia        | 27'38"0 |      |
| -    | Mario Massa      | Italia        | -       | DNF  |

- Batteria 5

| Pos. | Atleta           | Nazione       | Tempo   | Note |
| ---- | ---------------- | ------------- | ------- | ---- |
| 1    | Harold Hardwick  | Australasia   | 23'23"2 | Q    |
| 2    | Willie Foster    | Gran Bretagna | 23'52"2 | Q    |
| 3    | John Johnsen     | Norvegia      | 25'45"6 |      |
| 4    | Gustav Collin    | Svezia        | 27'05"2 |      |
| -    | Pavel Avksentyev | Russia        | -       | DNF  |

## Semifinali
- Batteria 1

| Pos. | Atleta          | Nazione       | Tempo   | Note |
| ---- | --------------- | ------------- | ------- | ---- |
| 1    | George Hodgson  | Canada        | 22'26"0 | Q    |
| 2    | Jack Hatfield   | Gran Bretagna | 22'33"4 | Q    |
| 3    | Harold Hardwick | Australasia   | 23'14"0 | Q    |
| 4    | Wille Andersson | Svezia        | 23'14"4 |      |
| -    | Henry Taylor    | Gran Bretagna | -       | DNF  |

- Batteria 2

| Pos. | Atleta              | Nazione       | Tempo   | Note |
| ---- | ------------------- | ------------- | ------- | ---- |
| 1    | Béla von Las-Torres | Ungheria      | 23'09"8 | Q    |
| 2    | Malcolm Champion    | Australasia   | 23'24"2 | Q    |
| 3    | Willie Foster       | Gran Bretagna | 23'32"2 |      |
| 4    | Sydney Battersby    | Gran Bretagna | ?       |      |

## Finale
| Pos.    | Atleta              | Nazione       | Tempo   | Note            |
| ------- | ------------------- | ------------- | ------- | --------------- |
| Oro     | George Hodgson      | Canada        | 22'00"0 | Record mondiale |
| Argento | Jack Hatfield       | Gran Bretagna | 22'39"0 |                 |
| Bronzo  | Harold Hardwick     | Australasia   | 23'15"4 |                 |
| -       | Béla von Las-Torres | Ungheria      | -       | DNF             |
| -       | Malcolm Champion    | Australasia   | -       | DNF             |